# Хан, Афнан Улла
Афнан Улла Хан (урду افنان اللہ خان‎) — пакистанский политик, в настоящее время являющийся членом Сената Пакистана, избираемым на общее место от Пенджаба с марта 2021 года. Он принадлежит к Пакистанской мусульманской лиге (Н). Является сыном бывшего федерального министра и сенатора Мушахида Уллы Хана.

## Биография

### Общие сведения
Афнан Улла Хан родился в семье мухаджиров Юсуфзая-пуштунского происхождения, говорящей на урду. Его дед мигрировал из Соединённых провинций Индии в Западный Пенджаб в Пакистане после раздела Британской Индии и поселился в Равалпинди. Он является антисемитом, разместившим в социальных сетях фото Гитлера, заявив: «Теперь мы знаем, почему он сделал то, что сделал».

### Политическая карьера
Афнан Улла Хан участвовал во всеобщих выборах в Пакистане 2018 года в качестве кандидата от Пакистанской мусульманской лиги (Н) от NA-247 Карачи Южный-II, но безуспешно. Он проиграл Арифу Алви, кандидату от партии «Пакистанский Техрик-и-Инсаф».
Афнан Улла Хан был избран в Сенат Пакистана на выборах в 2021 году как кандидат от ПМЛ (Н).